# Ivan Janez Grobelšek
- 6.maj 1914, Stanovsko, Poljčane, + 4.nov.1996, Lesce.

Janez, Ivan Grobelšek, borec Lackovega bataljona, preimenovanega v Pohorski-Lackov odred, interniranec taborišča Flossenburg, žrtev nacizma in komunizma, avtor nenavadne kapelice Stanovsko nad Poljčanami, slovenski pobudnik in zagovornik združene Evrope v času, ko je trojica državnikov ustanavljala ESPJ, konstruktor naprav in orodij.

## Vsebina

### Dom, šola, delo
Rodil se je kot drugi sin Avgusta in Elizabete Grobelšek, roj. Brglez. Odraščal je v kmečko-delavski družini, po domače pri Brglez, na Stanovskem št.22, nad Poljčanami, skupaj z leto dni mlajšim bratom Francem in štiri leta mlajšo sestro, Elizabeto. Strokovno znanje si pridobiva v Mariboru, pri firmi ing. Unger Karel & Sirak, v strojnem obratu za popravilo lokomotiv in parnih kotlov. Pomočniški izpit strokovno obrtne šole opravi 27.avg.1931 v Mariboru in nato tik pred napadom Hitlerja na Jugoslavijo, 10.marca 1941 še zaključne izpite na višji stopnji, strokovno nadaljevalne šole. Očividec rušenja mostov (7.aprila 1941) čez Dravo s strani umikajoče kraljeve vojske in prihoda Hitlerja v Maribor (26.aprila 1941).

### Čas med 2.svetovno vojno, zaobljuba materi in domovini
Kmalu po začetku 2.sv.v. izpove mami in kolegom soborcem svojo odločitev upora proti Hitlerju, kjer v tretji kitici pesmi »Mamica 1941» zapiše: »U boj slovenska zemlja, kri/prisego dal Vam in mami sveto, / da bom čuval zemljo, ljubil dom,/ dokler živ, ob smrti dam spomin/.«
Ob okupaciji dela pri JDŽ-Mb, kjer je 28.7.1941 prisilno premeščen na podobno delo v RBBW Murzzuschlag, pred Semeringom. Tam se med vojno pogosto srečuje z mlajšim bratom Francem, strojevodjem vlakov iz smeri Maribora. Kot član SOKOLA in podpornik OF je bil vseskozi v stiku  s kolegi, kasnejšimi borci Pohorskega Lackovega odreda. Med njimi so bili: Avgust Lončarič, Rudolf Stanko, brata Madžarac idr., katerim se priključi poleti 1944. V eni od akcij je bil 28.okt.1944 pri Sv. Duhu na Ostrem Vrhu, ob meji z Avstrijo težko ranjen. Trikrat zadet v levo nogo, enkrat v levo roko ter v prsa, blizu srca. Skritega v gozdu najde nemška patrulja in odvede na orožarsko postajo Eibiswald. Po nujni prvi pomoči je nato premeščen v graške zapore. Od tam pa odpeljan v koncentracijsko taborišče Dachau-Flossenburg kjer ga zaznamuje št. 39.988. V začetku nov.1944 mu sredi noči in na skrivaj  taboriščnik dr. Ivan Fras iz Maribora odstrani iz prsi  več kovinskih drobcev; preostali del njih pa je Janez Grobelšek imel v telesu še vse življenje. Taborišče zapusti 20.maja 1945. Domov pa se vrne po treh tednih hoje, s poti polne negotovosti in nevarnosti. Po zdravljenju v mariborski bolnici sledi razočaranje. Korak za korakom spoznava tragiko slovenskega naroda  in prevaro KP, ki izrabi domači zemlji predano mladino in može, za izpeljavo revolucije in prevzem oblasti.
- Z desne : Janez G. z mamo Elizabeto, sestrična Hilda, njegov brat z ženo Slavico ter otroci: Peter Paleček  s sestro Renato in Pužo /Stanko .Foto 1960, na Stanovskem
- Maribor, miniran Glavni most

### Po vojne delovne postaje: Impol, TAS Strnišče, Rudnik premoga Pečovnik pri Celju in Veriga Lesce
Po vojni opravlja različna dela. Kratek čas je predsednik KLO Stanovsko Poljčane, dve leti je zaposlen v Impolu –Slov. Bistrica, v l.1949- 1953 dela v TAS v Strnišču, današnje Kidričevo in nato kratek čas v rudniku Pečovnik pri Celju, kjer ob Teharjih spoznava pravi obraz revolucije. Slika o prevari KP se mu iz enega na drugo delovno mesto vse bolj utrjuje. Rišejo jo kriki nedolžno pobitih. L.1955 je  Mestnem komiteju ZKS Celje, pisno zavrnil članstvo v ZKS ter tako izkazal svoj pogum in zaobljubo domovini. Ne najde miru in beži iz kraja v kraj, ko se naposled z družino, ženo, hčerama in sinom ustali v Lescah pri Bledu. Do upokojitve l.1978, je zaposlen v tovarni verig, kjer v tovarniškem glasilu »Veriga«, njegovi dolgoletni sodelavci zapišejo o njem to, kar je bil: »Težko je najti človeka, ki bi imel takšen občutek za skupnost in odgovornost, bil je kot član družine, ki je ne bi nikoli izdal ali zapustil, človek, ki živi za sedanjost, misli na prihodnost in lepo, ko pa tisto dobro pride, se potrudi, da le-to prehitro ne spolzi v preteklost .«

### Kapelica: opomina, zahvale, krik k miru in svobodi
Sredi 50.-tih let, ob 40 ob letnici rojstva, izpove svoj krik, bolečino zaukazanega molka in uresniči zamisel, ki ji ni para v našem prostoru. Pred domom na Stanovskem nad Poljčanami postavi kapelico kot znamenje zahvale za srečno vrnitev ter v opomin ljudem, da bi se zavedali kakšno razdejanje in žalost pušča za sabo sovraštvo do bližnjega, do različno mislečih in verujočih. Na izviren način reši uganko o razmerju dobrega in zla; nečesa kar je sicer nezdružljivo, a naj bi bilo s pomočjo vmesnega telesa kozmičnih razsežnosti, sposobno sobivanja.
Takrat je pisal in govoril: » brez združene Evrope in skupne denarne valute na svetu ne bo miru.«  Za nekatere čudak, za mnoge posebnež, ki je živel za prihodnost, katera se je čez 50 let, z vstopom Slovenije med članice Evropske unije l.2004, tudi uresničila.

- Prvotna »Janezova kapelica« z napuščem, stebroma ob strani in rdečima zvezdama na vrhu ter kozmičnim telesom med njima.
- Osiromašena »Janezovo kapelica«, potem ko se je  menda zaradi širitve ceste odstranilo oba stebra z rdečima zvezdama in kozmično telo med njima, okenske in vratne obrobe in bočni bazi z večno lučjo. Foto F.V.G, l.2016.

## Arhiv
Arhiv : dokumenti odkriti in evidentirani s strani Arhiva RS. Njegov lastnoročni življenjepis, Strnišče, 28.avg.1953 , podrobno izpolnjen anketni list in zapis o izključitvi iz ZKS. Fond SI AS 1689/IV, šk.3004 in  SI AS 1931, šk.770. Evidenca taborišča Flossenburg, Flossenburg Concentration Camp Prisoner Books, pisno potrdilo dr. Ivana Frasa, Ausweis /Odpusnica iz taborišča Flossenburg, Vojna knjižica Jugoslovenske armije, Poljčane 6.aprila 1950, članski izkaznici Zveze borcev, D-80436, Strnišče-Ptuj z dne  8.6.1951 in Radovljica s št.361, Lackov odred, 2.knjiga, Obzorja Maribor 1988, avtor Milan Ževart, Glasilo Veriga Lesce 1978 ter pričevanja zeta Miloša Klančarja, vnuka Dejana in vnukinje Nine ter njegovega sodelavca Primoža Boleta. Del arhiva, ki ni bil uničen, hrani nečak Franci V.Grobelšek.